# Willkommlangea
Willkommlangea — рід грибів родини Physaraceae. Назва вперше опублікована 1891 року.

## Класифікація
До роду Willkommlangea відносять 1 вид:
- Willkommlangea reticulata